# Életképek
Életképek címmel két, egymástól független időszaki lap jelent meg Magyarországon.

## Az első

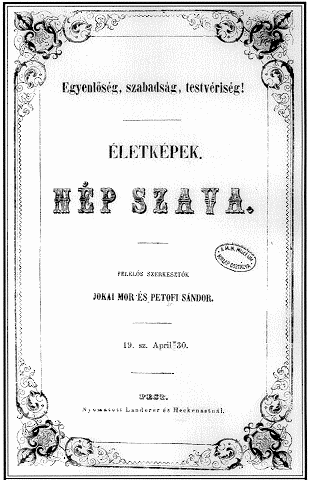
Az Életképek címlapja, 1848. április 30.

Az elsőt, Szépirodalmi divatlap alcímmel, a Magyar Életképek havi folyóirat folytatásául  Frankenburg Adolf  alapította Pesten 1843-ban, ő szerkesztette és adta ki hetenként egyszer. A lap közreműködője volt Arany János, Bajza József, Beöthy Zsigmond, Degré Alajos, Gaal József, Garay, Irinyi József, Kerényi Frigyes, Lévay József, Lisznyay Kálmán, Nagy Ignác, Pákh Albert (Kaján Ábel), Pálffy Albert, Petőfi Sándor, Pompéry János, Pulszky Ferenc, Sárosi Gyula, Szemere Miklós, Tompa Mihály, Vajda Péter, Vas Gereben, Vörösmarty Mihály, Jókai Mór stb.
A lap elején elbeszélés, novella, kép vagy vers állt, ezt követték az állandó rovatok: népismertetés, úti levelek, értekezések és a tárcába tartozó közlemények. Kritikai melléklete 1845-46-ban Irodalmi Őr címmel jelent meg.
1846 közepén a szépirodalom ifjú tehetségei közül tízen: Bérczy, Degré, Jókai, Pákh, Kerényi, Lisznyai, Obernyik, Pálffy, Petőfi, Tompa szövetkeztek s elhatározták, hogy nem fognak többé lapokba dolgozni, hanem egy általuk alapítandó közlönybe (Pesti Füzetek) szentelik egész erejüket; elnökül Petőfit választották; a folyóiratból azonban egy szám se jelenhetett meg s így fél év múlva Frankenburg hívására ismét az Életképekhez csatlakoztak. Petőfi, aki a Pesti Divatlapot 1846. júliustól elhagyta, azon év őszétől kezdve kizárólag az Életképekbe dolgozott.
Frankenburg 1847 közepén Bécsbe költözött, lapját Jókai Mórnak adta át, s ő július 1-jétől szerkesztette. 1848. március 19-én Jókai a nevében az y betűt i-re cserélte; április 30-ától Petőfi Sándor lett társszerkesztő. A lap december 31. napjával,  a II. félév 27. számával megszűnt.

## A második
A másodikat Illusztrált napilap a szépirodalom, társasélet és művészetek köréből alcímmel Jókai Mór indította meg 1876. június 1. napjával. A  felelős szerkesztője Törs Kálmán volt.  Jókai Mór sokat írt a lapba, többek között itt jelent meg a Szép Mikhál című 3 kötetes regénye. 1877. január 14. napjával megszűnt.